# Esprit-Saint (Québec)
Pour le concept théologique, voir Saint-Esprit.
Ne doit pas être confondu avec la municipalité canadienne Saint-Esprit (Québec).
Esprit-Saint est une municipalité de la province de Québec, au Canada, située dans la municipalité régionale de comté de Rimouski-Neigette, au Bas-Saint-Laurent.

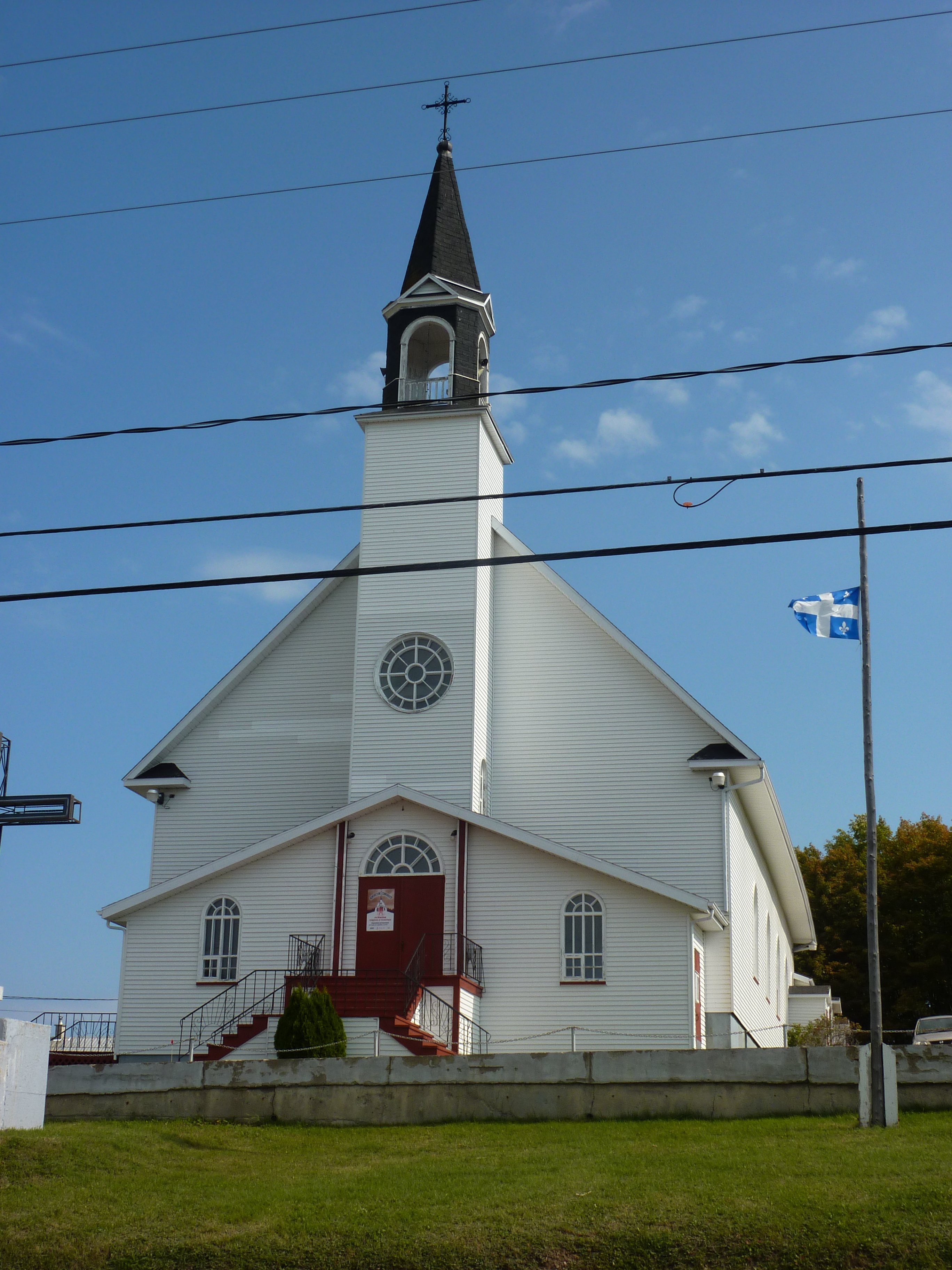
Église d'Esprit-Saint en août 2009.

## Toponymie
Le toponyme d'Esprit-Saint est en l'honneur de l'Esprit Saint ou le Saint-Esprit qui est la troisième personne dans la Trinité chrétienne.

## Géographie
Esprit-Saint est situé sur la rive sud du fleuve Saint-Laurent à 315 km au nord-est de Québec et à 430 km à l'ouest de Gaspé. Les villes importantes près d'Esprit-Saint sont Rimouski à 55 km au nord et Trois-Pistoles à 60 km à l'ouest. Le territoire d'Esprit-Saint couvre une superficie de 169 km2 dans le canton de La Roche.
La paroisse éponyme d'Esprit-Saint est située dans l'Archidiocèse de Rimouski.

### Hydrographie
À partir de son crénon, dans le nord-ouest de la municipalité, la rivière du Grand Touradi coule vers le nord-est.
La rivière Brisson traverse le nord-est vers le sud jusqu'à sa confluence avec la rivière du Grand Touradi.
La rivière Touladi traverse le sud-ouest de la municipalité vers le nord-ouest.
La rivière de l'Orient traverse l'est du sud vers le centre puis vers le sud-ouest jusqu'à sa confluence avec la rivière Touladi.
La rivière Verte traverse le sud-est jusqu'à sa confluence avec la rivière de l'Orient.
À partir de son crénon, dans le nord-est de la municipalité, La rivière du Cennelier coule vers le nord.

## Démographie
| 1991 | 1996 | 2001 | 2006 | 2011 | 2016 | 2021 |
| ---- | ---- | ---- | ---- | ---- | ---- | ---- |
| 501  | 472  | 453  | 397  | 379  | 341  | 340  |

Distribution de l'âge en 2006.

Selon Statistiques Canada, la population d'Esprit-Saint était de 397 habitants en 2006. La tendance démographique des dernières années pour la municipalité suit celle de l'Est du Québec, c'est-à-dire une décroissance. En effet, en 2001, la population était de 453 habitants. Cela correspond à un taux de décroissance de 12,4 % en cinq ans. L'âge médian de la population spiritoise est de 46 ans.
Le nombre total de logements privés dans le village est de 206. Cependant, seulement 171 de ces logements sont occupés par des résidents permanents. La majorité des logements d'Esprit-Saint sont des maisons individuelles. En 2021, il y avait 173 logements privés occupés à Esprit-Saint.
Statistiques Canada ne recense aucun immigrant à Esprit-Saint, mais il y a une dizaine de résidents non permanents qui disposent d'un permis de travail ou d'études. 97,5 % la population d'Esprit-Saint a le français comme langue maternelle; le reste ayant une autre langue que l'anglais et le français pour langue maternelle. 5,1 % de la population maitrise les deux langues officielles du Canada et toute la population maitrise le français.
Le taux de chômage dans la municipalité était de 23,5 % en 2006. En 2021, le taux de chômage atteint 24,2 %. Le revenu médian des Spiritois est de 13 243 $ en 2005. Le revenu médian des Spiritois est de 25 600 $ en 2020.
44,1 % de la population âgée de 15 ans et plus d'Esprit-Saint n'a aucun diplôme d'éducation. 50 % de cette population n'a que le diplôme d'études secondaires ou professionnelles. Il n'y a personne qui possède un diplôme universitaire à Esprit-Saint. Tous les habitants d'Esprit-Saint ont effectué leurs études à l'intérieur du Canada. Les deux domaines d'études principaux des Spiritois sont le « génie, l'architecture et les services connexes » ainsi que le « commerce, la gestion et l'administration publique ».

## Histoire
La mission de l'Esprit-Saint a été fondée en 1937. Le bureau de poste d'Esprit-Saint a été fondé en 1939. La caisse populaire a été fondé le 23 décembre 1941. La paroisse catholique de l'Esprit-Saint a été érigée canoniquement en 1964. Dans les années 1970, le territoire a été menacé de fermeture, mais grâce aux Opérations Dignité du Bas-Saint-Laurent, il a su demeurer ouvert. Le 13 mai 1972, Esprit-Saint a formé officiellement un territoire non-organisé. C'est en 1979, qu'Esprit-Saint a été élevé au rang de municipalité.

## Vivre à Esprit-Saint
L'éducation préscolaire et primaire est assurée à Esprit-Saint à l'école de La Colombe. Elle est fréquentée par les jeunes d'Esprit-Saint et de La Trinité-des-Monts, la municipalité voisine. Depuis juillet 2007 un comité est en place pour assurer la survie de cette petite école de village.
Un centre de loisir se situe à Esprit-Saint où se déroule la plupart des événements culturels du village. Dans ce centre, il y a une patinoire extérieure où est pratiqué le hockey. Des spectacles et du théâtre sur scène y sont aussi présentés.

## Économie
L'économie d'Esprit-Saint tourne principalement autour de l'agriculture et de l'industrie forestière. L'économie d'Esprit-Saint a subi un coup dur lorsque la fabrique de bardeaux de cèdres de la compagnie Multi-Cèdre a été victime d'un incendie en 1991. En fait, la compagnie Multi-Cèdre possède trois usines à Esprit-Saint : une usine de fabrication de bardeaux de cèdre, une usine de sciage de planches de cèdre et une usine qui met en poche du paillis de cèdre utilisé en horticulture. L'usine de sciage a été construite en 1997.

## Culture
Un centre d'interprétation muséal, ouvert en juillet 2009, raconte l'histoire des Opérations Dignité. Les visiteurs peuvent y voir un spectacle multimédia et des témoignages de citoyens impliqués dans ce mouvement social du début des années 1970.

## Administration municipale
Les élections municipales ont lieu tous les quatre ans et s'effectuent en bloc sans division territoriale. Le conseil municipal est composé d'un maire et de six conseillers.
| mandat      | fonction    | nom               |
| ----------- | ----------- | ----------------- |
| 2013 - 2017 | Maire       | Réjean Morissette |
| 2013 - 2017 | Conseillers |                   |
| 2013 - 2017 | #1          | Gilles Lévesque   |
| 2013 - 2017 | #2          | Richard Ouellet   |
| 2013 - 2017 | #3          | Gérald Ouellet    |
| 2013 - 2017 | #4          | Claude Lévesque   |
| 2013 - 2017 | #5          | Dorys Taylor      |
| 2013 - 2017 | #6          | Christian St-Jean |

| Esprit-Saint Maires depuis 2001                                                                                      |                   |                         |          |
| Élection | Maire             | Qualité                 | Résultat |
| 2001 | Marlène Dubé      |                         | Voir     |
| 2005 | Marlène Dubé      | Voir                    |          |
| 2009 | Marlène Dubé      | Voir                    |          |
| 2013 | Réjean Morissette |                         | Voir     |
| 2017 | Réjean Morissette | Voir                    |          |
| mai 2018 | Dorys Taylor      | Conseillère (2013-2017) | Voir     |
| 2021 | Langis Proulx     |                         | Voir     |
| Élection partielle en italique Depuis 2005, les élections sont simultanées dans toutes les municipalités québécoises |                   |                         |          |

De plus, Allan Baker est la directeur général et le secrétaire-trésorier.